# Hesychotypa aeropa
Hesychotypa aeropa är en skalbaggsart som beskrevs av Dillon 1945. Hesychotypa aeropa ingår i släktet Hesychotypa och familjen långhorningar. Inga underarter finns listade i Catalogue of Life.